# Sultano di Terengganu

Stemma del sultano.

Sultano di Terengganu è il titolo del sovrano costituzionale di Terengganu, uno dei tredici Stati della Malaysia.

## Elenco
| N. | Nome                                           | Immagine | Inizio regno              | Fine regno                |
| -- | ---------------------------------------------- | -------- | ------------------------- | ------------------------- |
| 1  | Zainal Abidin I                                |          | 1725                      | 7 marzo 1733              |
| 2  | Mansur Shah I                                  |          | 7 marzo 1733              | 17 gennaio 1794           |
| 3  | Zainal Abidin II                               |          | 26 gennaio 1793           | 23 ottobre 1808           |
| 4  | Ahmad Shah I                                   |          | 1808                      | 4 luglio 1830             |
| 5  | Abdul Rahman                                   |          | 4 luglio 1830             | 1º gennaio 1831           |
| 6  | Baginda Omar e Mansur Shah II (congiuntamente) |          | 30 gennaio 1831           | 1832                      |
| 7  | Mansur Shah II                                 |          | 1832                      | 1837                      |
| 8  | Muhammad Shah I                                |          | 8 marzo 1837              | 4 novembre 1839           |
| 9  | Baginda Omar                                   |          | 4 novembre 1839           | 11 aprile 1876            |
| 10 | Mahmud Shah                                    |          | 11 aprile 1876            | prima del 16 gennaio 1877 |
| 11 | Ahmad Muadzam Shah II                          |          | prima del 16 gennaio 1877 | 18 dicembre 1881          |
| 12 | Zainal Abidin III                              |          | 18 dicembre 1881          | 26 novembre 1918          |
| 13 | Muhammad Shah II                               |          | 26 novembre 1918          | 20 maggio 1920            |
| 14 | Sulaiman Badrul Alam Shah                      |          | 21 maggio 1920            | 25 settembre 1942         |
| 15 | Ali Shah                                       |          | 26 settembre 1942         | 5 novembre 1945           |
| 16 | Ismail Nasiruddin Shah                         |          | 16 dicembre 1945          | 20 settembre 1979         |
| 17 | Mahmud al-Muktafi Billah Shah                  |          | 21 settembre 1979         | 14 maggio 1998            |
| 18 | Mizan Zainal Abidin                            |          | 15 maggio 1998            | in carica                 |